# Länsväg W 729

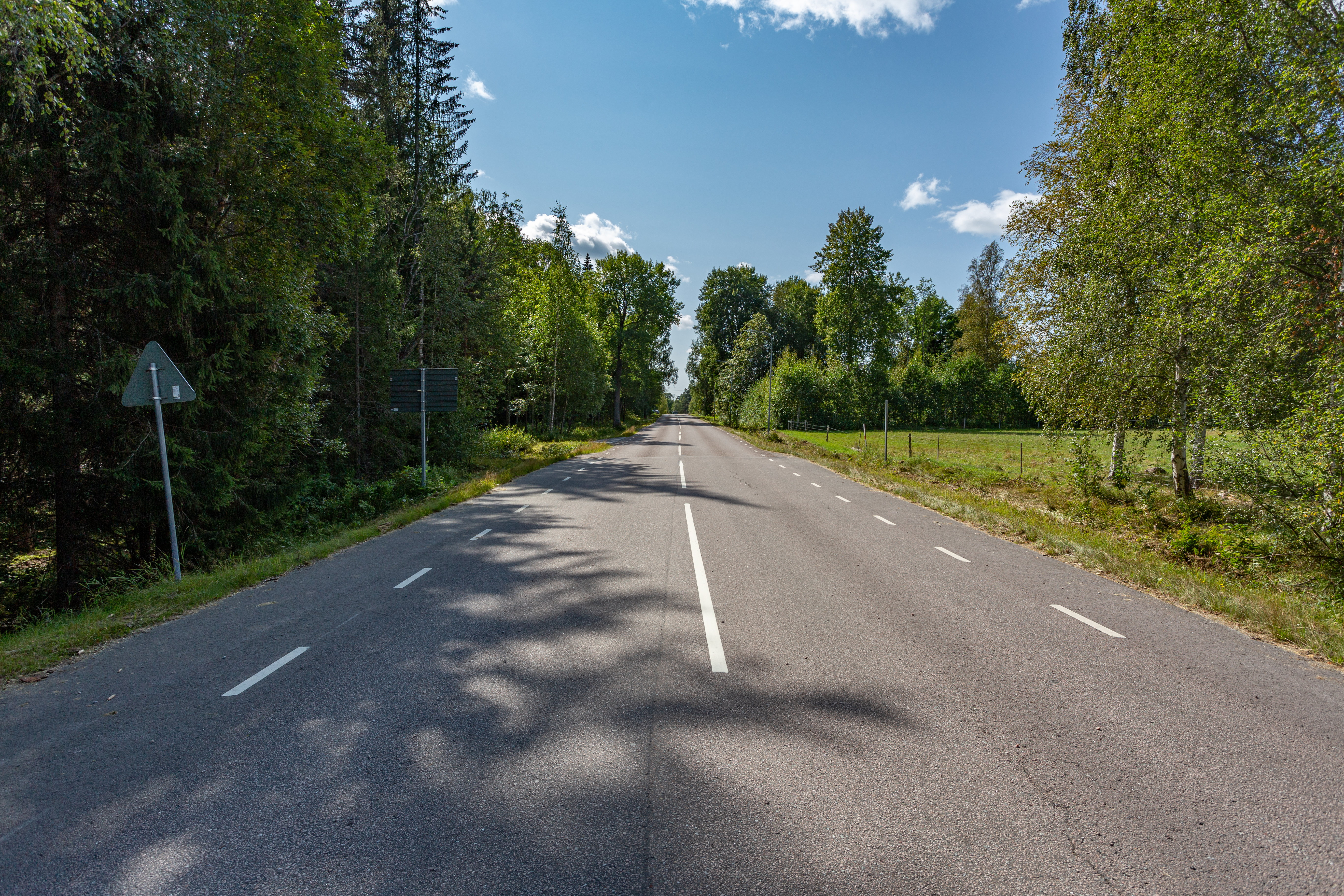
Länsväg W 729 vid länsgränsen, tillika kommungränsen till Norbergs kommun

Länsväg W 729 är en övrig länsväg i Avesta kommun i Dalarnas län. Vägen är 8,9 km lång och går från Västmanlands läns gräns vid Bjurfors (länsväg U 751) till Jularbo (riksväg 68) via Avesta (länsväg W 690), Skogsbo (riksväg 70) och Grytnäs (länsväg W 731). Genomfart i Avesta sker via Nybyvägen, Corneliusgatan, Myrgatan och Kyrkogatan.